# گون‌گورن
گون‌گورن (ترکی استانبولی: Güngören) از ناحیه‌های قسمت اروپایی استانبول که در استان استانبول از ناحیه مرمره قرار گرفته‌است. طبق آخرین سرشماری به سال ۲۰۱۲ میلادی این ناحیه ۳۰۷٬۵۷۳ نفر جمعیت دارد.